# Galileitransformation
Galileitransformation innebär att byta referenssystem för ett fysikaliskt problem enligt
{\displaystyle x\mapsto x-vt\,}
det vill säga genom att låta systemet förflytta sig med konstant hastighet. Inom den klassiska mekaniken är fysiken invariant under en sådan transformation, även om Einsteins speciella relativitetsteori innebär att fysiken istället måste vara invariant under Lorentztransformation
{\displaystyle x\mapsto {\frac {x'-vt'}{\sqrt {1-{\frac {v^{2}}{c^{2}}}}}}\,}
där c är ljushastigheten. Om hastigheten v är mycket mindre än c är Galileitransformen en god approximation av Lorentztransformen.
Benämningen Galileitransformation infördes 1909 av Philipp Frank.